# AC 오울루
AC 오울루(AC Oulu)는 2002년에 창단된 핀란드 오울루의 축구 클럽으로, 현재 베이카우스리가에서 활동하고 있다.
이 팀은 창단후 2007, 2010 시즌에 베이카우스리가로 승격해 참가했지만 모두 한 시즌만에 강등되었고 줄곧 위쾨넨에서 활동하였다. 그러다 2020 시즌 위쾨넨에서 1위를 차지하며 11년만에 베이카우스리가로 승격하였다. 2021 시즌에는 11위로 마치며 로바니에멘 팔로세우라와의 승강 플레이오프로 떨어져 1차전을 1-2로 패배했으나 홈에서 열린 2차전에서 2-0으로 승리하며 잔류하였고, 창단 후 처음으로 연속으로 1부 리그에 머물게 되었다.

## 성적
- 위쾨넨
  - 우승 1회 (2009)